# Ocellularia wirthii
Ocellularia wirthii är en lavart som beskrevs av Armin Mangold, John Alan Elixoch Helge Thorsten Lumbsch. 
Ocellularia wirthii ingår i släktet Ocellularia och familjen Graphidaceae. Inga underarter finns listade i Catalogue of Life.